# Neal Adams
Neal Adams   (Manhattan, 15 de juny de 1941 - Nova York, 28 d'abril de 2022) va ser un dibuixant novaiorquès, reconegut principalment per la seva trajectòria a DC Comics i a Marvel Comics i per ser un dels artistes més representatius i innovadors de la dècada de 1970. El seu treball en col·leccions com Deadman, Batman, Green Lantern, Green Arrow, Avengers o Uncanny X-Men encara són recordats com el zenit gràfic a la trajectòria d'aquests personatges, sense oblidar el que es considera probablement, la seva obra mestra: Superman vs. Muhammad Ali.
Va ser cofundador de l'estudi de disseny gràfic Continuity Associates i va ser un defensor dels drets dels creadors que va ajudar a assegurar una pensió i un reconeixement als creadors de Superman Jerry Siegel i Joe Shuster. Durant la seva carrera, Adams va co-crear els personatges de Ra's al Ghul, Man-Bat i John Stewart per a DC Comics.
Adams va ser incorporat al Saló de la Fama del còmic Will Eisner del Premi Eisner el 1998, el Saló de la fama de Jack Kirby dels Premis Harvey el 1999 i el Saló de la fama de Joe Sinnott als premis Inkwell el 2019.

## Biografia
Neal Adams va néixer el 15 de juny de 1941 a Governors Island, Nova York. És jueu. Adams va assistir a la School of Industrial Art de secundària a Manhattan, graduant-se el 1959.
Va començar a treballar com a artista publicitari als 19 anys. Va iniciar la seva carrera de còmic a la Newspaper Enterprise Association. Durant molts anys, va treballar com a artista anònim, donant vida a sèries com Ben Casey, Peter Scratch, Rip Kirby i The Heart of Juliet Jones. A finals dels anys seixanta, Adams va començar a treballar en còmics DC i Marvel. Des de llavors, va marcar la seva empremta amb històries de superherois dinàmics i poc convencionals.
Per a DC, va il·lustrar The Spectre, Batman, Superman, El Diablo i Deadman, un personatge al que va donar una dimensió més humana. Entre els seus treballs més destacats en DC es troba Green Lantern/Green Arrow. A Marvel, va col·laborar en "The X-Men", "Inhumans", "The Avengers" i "Conan the Barbarian". Adams també va estar present a les revistes Nacional Lampoon i Creepy, així com al fanzine Venture.
A finals dels anys setanta, Adams va anar-se'n més enllà del tauler de dibuix i va començar a gestionar els seus estudis d'art i el seu segell editorial, Continuity Associates, amb Dick Giordano. Continuity va publicar títols com "Crazyman", "Urth 4", "Zero Patrol", "Valeria", "Cyberrad", "Samurree" i "Revengers", i també es van posar en el seu nom en el camp de l'animació. A més, es va fer càrrec de "Ms Mystic" a Pacific Comics el 1982, i va produir la mini sèrie "Deathwatch 2000" per a la mateixa editorial onze anys després.
Adams i la seva esposa Marilyn vivien a la ciutat de Nova York on va morir per complicacions de la sèpsia, segons va dir la seva dona a The Hollywood Reporter. i tenien tres fills: Jason, Joel i Josh Adams. Jason Adams treballa en escultura de joguines i fantasia, mentre que Joel i Josh Adams il·lustren còmics i treballen en disseny a programes de televisió.
Neal es va casar prèviament amb la colorista de còmic Cory Adams, i la seva filla Zeea Adams també ha treballat com a colorista.
Va conèixer els seus nets Kelly, Kortney, Jade, Sebastian, Jane i Jaelyn i el seu besnét Maximus.

## Drets dels creadors
Durant la dècada de 1970, Adams va estar políticament actiu en la indústria i va intentar sindicalitzar la seva comunitat creativa. Els seus esforços, juntament amb els precedents establerts per les polítiques favorables als creadors d'Atlas/Seaboard Comics i altres factors, van ajudar a conduir a la pràctica estàndard de la indústria moderna de retornar els originals a l'artista, que poden obtenir ingressos addicionals per vendes a col·leccionistes. Va guanyar la seva batalla el 1987, quan Marvel li va tornar els originals a ell i a la llegenda de la indústria Jack Kirby, entre d'altres. Adams va ajudar de manera notable i vocal a liderar els esforços de lobby que van donar lloc a que Jerry Siegel i Joe Shuster, els creadors de Superman, rebessin un crèdit amb dècades de retard i una mica de remuneració financera de DC.
El 1978, Adams va ajudar a formar el Comics Creators Guild, al qual es van unir més de tres dotzenes d'escriptors i artistes de còmics.

## Obra
L'obra en el camp dels còmics (art a llapis, excepte on s'indiqui) inclou:

### Art interior

#### Continuity
- Armor #8 (entre altres artistes) (1990)
- Captain Power and the Soldiers of the Future #1–2 (1988–89)
- Echo of Futurepast (Frankenstein) #1–5 (1984–85)
- Ms Mystic #1–2
- Revengers presentant Megalith #3–5 (1986–88)
- ToyBoy #1 (amb Morimer Winn) (1986)
- Valeria the She-Bat #1, 5 (escriptor/art) (1993)

#### DC
- Action Comics (Human Target) #425 (1973), #1000 (història de 5 pàgines) (2018)
- The Adventures of Bob Hope #106–109 (1967–68)
- The Adventures of Jerry Lewis #101–104 (1967)
- All New Collectors´ Edition (Superman vs. Muhammad Ali) #C-56 (1978)
- Amazing World of DC Special #1 (història de Superman,[nota 1] 1976)
- Aquaman (històries de complement de Deadman) #50–52 (1970)
- Batman #219 (història de complement); #232, 234, 237, 243–245, 251, 255 (1970–74)
- Batman Black and White, vol. 2, #1 (juntament amb altres artistes) (2013)
- Batman, vol. 3, Annual #1 (Batman/Harley Quinn,[nota 2] 2016)
- Batman Odyssey, minisèrie, #1–6 (escriptor/artista) (2010–11)
- Batman Odyssey, vol. 2, minisèrie, #1–7 (escriptor/artista) (2011–12)
- Batman vs Ra's al Ghul, minisèrie, #1–6 (2019–21)
- The Brave and the Bold #79–86, 93 (1968–71); #102 (juntament amb Jim Aparo) (1972)
- Challengers of the Unknown #74 (juntament amb George Tuska) (1970)
- Deadman, minisèries, #1–6 (escriptor/ art) (2017–2018)
- Detective Comics (història de complement d'Elongated Man) #369; (Batman) #395, 397, 400, 402, 404, 407, 408, 410 (1967–71)
- Detective Comics, vol. 2, #27 (amb altres artistes, 2014)
- The Flash (Green Lantern/Green Arrow històries de complement) #217–219, 226 (1972–74)
- Green Lantern #76–87, 89 (1970–72)
- Hot Wheels #6 (1970)
- Harley's Little Black Book #5 (Harley Quinn/Superman,[nota 3] 2016)
- House of Mystery, vol. 1, #178–179, 186, 228 (1969–75)
- House of Mystery, vol. 2, #13 (2009)
- Justice for All includes Children #1–2, 6–7 (pàgines de public service, 1976)
- Justice League of America #94 (quatre pàgines, 1971)
- The Kamandi Challenge #2 (2017)
- Our Army at War #182–183, 186, 240 (1967–72)
- Phantom Stranger, vol. 2, #4 (1969)
- Spectre #2–5 (1968)
- Star Spangled War Stories #134, 144 (1967–69)
- Strange Adventures (Deadman) #206–211, 214 (art); #212–213, 215–216 (escriptor/artista) (1967–69)
- Superman (còmic ("Private Life of Clark Kent") #254 (1972)
- Superman: The Coming of the Supermen, minisèries, #1–6 (escriptor/artista) (2016)
- Teen Titans #20–22 (1969)
- Weird Western Tales (El Diablo) #12–13, 15 (1972)
- Witching Hour #8 (1970)
- World's Finest Comics (Superman/Batman) #175–176 (1968)

Notes
1. ↑  Esbós a llapis
2. ↑  Basat en el concepte de la història de complement de Batman #219's The silent Night of the Batman[23]
3. ↑  Recreant el combat Superman vs. Muhammad Ali, amb Harley en el lloc d'Ali[24]

#### Marvel
- Amazing Adventures, vol. 2 (Inhumans) #5–8 (1971), #18 (amb Howard Chaykin) (1973)
- Avengers #93–96 (1971–72)
- Conan The Barbarian #37 (1974)
- Crazy Magazine #2 (1974)
- Dracula Lives #2 (1973)
- Epic Illustrated #7 (1981)
- First X-Men, minisèrie, #1–5 (2012–13)
- Kull and the Barbarians #2 1975
- Monsters Unleashed #3 (1973)
- New Avengers, vol. 2, #16.1 (2011)
- Savage Sword of Conan #14 (1976)
- Savage Tales #4 (along with Gil Kane) (1974)
- Thor #180–181 (1970)
- Tower of Shadows #2 (1969)
- The X-Men #56–63, 65 (1969–70)
- Giant-Size X-Men #3 (2005)
- Young Avengers Special #1 (amb altres artistes) (2006)

#### Altres editorials
- Creepy #14–16, 32, 75 (Warren, 1967–75)
- Dark Horse Presents, vol. 2, ("Blood") #1–3, 5–8, 11, 29 (Dark Horse, 2011–13)
- Eerie #9–10 (Warren, 1967)
- Knighthawk #2–6 (Acclaim)
- Playboy June 1957, page 57
- Vampirella #1 (Warren, 1969)

### Portades

#### DC
- A Heroic Jorney #1 (2016)
- Action Comics 356, 358–359, 361–364, 366–367, 370–374, 377–379, 398–400, 402, 404–405, 419, 466, 468, 473, 485 (1967–78)
- Action Comics, vol. 2, #49 (variant, 2016)
- Adventure Comics #365–369, 371–373, 375 (1968)
- All-Star Batman and Robin #8–9 (variant) (2008)
- All-Star Superman #1 (variant) (2006)
- Batman #200, 203, 210, 217–218, 220–227, 229–231, 235–236, 238–241 (1968–72), Annual #14 (1990)
- Batman, vol. 2, #49 (variant, 2016)
- Batman, vol. 3, #28 (variant, 2017)
- Batman/Teenage Mutant Ninja Turtles #1 (variant, 2016)
- Before Watchmen: Dr. Manhattan #3 (variant, 2012)
- Batman/Superman #29 (variant, 2016)
- Brave and the Bold #76 (1968)
- Challengers of the Unknown #67–68, 70, 72 (1969–70)
- Cyborg #8 (variant, 2016)
- The Dark Knight III: The Master Race #1 (2016)
- DC 100 Page Super Spectacular #6, 13
- DC Special #3–4, 6, 11 (1969–71), #29 (1977)
- DC Special Blue Ribbon Digest #16 (1981)
- DC Special Series #1 (1977)
- Deadman #1–7 (reimpressions de Strange Adventures #206–216) (1985)
- Deathstroke, vol. 2, #15 (variant, 2016)
- Detective Comics #372, 385, 389, 391–392, 394, 396, 398–399, 401, 403, 405–406, 409, 411–422, 439 (1968–74)
- Detective Comics, vol. 2, #49 (variant, 2016)
- First Wave (Doc Savage, The Spirit, Batman) #1 (variant, 2010)
- The Flash #194–195, 203-204, 206–208, 213, 215 (1970–72), #246 (1977)
- The Flash, vol. 4, #49 (variant, 2016)
- Forbidden Tales of Dark Mansion #9 (1973)
- From Beyond the Unknown #6 (1970)
- G.I. Combat #168, 201–202 (1974–77)
- Grayson #17 (variant, 2016)
- Green Arrow, vol. 5, #44, 49 (variant, 2015–16)
- Green Arrow, vol. 6, #1–17 (variant, 2016–17)
- Green Lantern #63 (1968)
- Green Lantern, vol. 5, #49 (variant, 2016)
- Green Lantern/Green Arrow #1–7 (reimpressions de Green Lantern #76–89) (1983–84)
- Heart Throbs #120 (1969)
- Heroes against Hunger, one-shot (1986)
- Hot Wheels #2–3 (1970)
- House of Mystery #175–192, 197, 199 (1968–72); #251–254 (1977)
- House of Secrets #81–82, 84–88, 90–91 (1969–71)
- Justice League of America #66–67, 70, 74, 79, 82, 86–89, 91, 92, 94–98 (1968–72); #138–139 (1977)
- Limited Collectors' Edition #C-25, C-51, C-52, C-59 (1974–78)
- Martian Manhunter #9 (variant, 2016)
- Mystery in Space, vol. 2, #1 (variant, 2006)
- Our Fighting Forces #147 (1974)
- Phantom Stranger, vol. 2, #3–19 (1969–72)
- Red Hood/Arsenal #9 (variant, 2016)
- Robin, Son of Batman #9 (variant, 2016)
- Saga of Ra's Al Ghul, reimpressió, #4 (1988)
- Salvation Run #7 (variant, 2008)
- Scooby Apocalypse #1 (variant, 2016)
- Secret Hearts #134 (1969)
- Showcase (Phantom Stranger) #80 (1969)
- Sinestro #20 (variant, 2016)
- Starfire #9 (variant, 2016)
- Superboy #143, 145–146, 148–153, 155, 157–161, 163–164, 166–168, 172–173, 175–176, 178 (1967–71)
- Superman #204–208, 210, 214–215, 231, 233–237, 240–243, 250–252, 263 (1968–73); #307–308, 317 (1977)
- Superman, vol. 3, #49 (variant, 2016)
- The Superman Family #183–185 (1977)
- Superman/Wonder Woman #26 (variant, 2016)
- Superman: Lois & Clark #5 (variant, 2016)
- Superman's Girl Friend, Lois Lane #79, 81–88, 90–91 (1967–69)
- Superman's Pal Jimmy Olsen #109–112, 115, 118, 134–136, 147–148 (full art); #137–138, 141–142, 144 (entintant el treball a llapis de Jack Kirby) (1968–72)
- Tales of the Unexpected (amb el títol canviat a Unexpected) #104, 110, 112–115, 118, 121, 124 (1967–71)
- Tales of the Unexpected, minisèrie, #1 (variant) (2006)
- Teen Titans, vol. 5, #17 (variant, 2016)
- Telos #5 (variant, 2016)
- Titans Hunt #5 (variant, 2016)
- Tomahawk #116–119, 121, 123–130 (1968–70)
- We Are Robin #9 (variant, 2016)
- Wonder Woman, vol. 4, #49 (variant, 2016)
- Wonder Woman/Conan, miniseries, #5 (variant) (DC/Dark Horse, 2018)
- World's Finest Comics #174, 178–180, 183, 199–205, 208–211; #244–246, 258 (full art); #182, 185–186 (entintant el treball a llapis de Curt Swan) (1968–79)

#### Marvel
- All-New Captain America #3 (variant, 2015)
- Avengers #92 (1971)
- Avengers World #6 (2014)
- Avengers Finale (2005)
- Civil War II #1 (variant, 2016)
- Captain Marvel, vol. 3, #15 (2003)
- Deadly Hands of Kung Fu #1–4, 11–12, 14, 17 (portades pintades, 1974–75)
- Defenders, vol. 4, #1 (variant, 2017)
- Doctor Strange, vol. 3, #1 (2015)
- Dracula Lives #3 (portada pintada, 1975)
- Epic Illustrated #6 (1981)
- Ghost Rider, vol. 5, #1 (variant, 2011)
- The Incredible Hulk, vol. 4, #1 (variant, 2011)
- Incredible Hulks #635 (variant, 2011)
- Invincible Iron Man, vol. 2, #6 (variant, 2016)
- Legion of Monsters #1 (portada pintada, 1975)
- Marvel Feature #1 (1971)
- Monsters Unleashed #3 (portada pintada, 1973)
- The Punisher, vol. 7, #1 (variant, 2011)
- Savage Sword of Conan #2 (portada pintada, 1974)
- Savage Tales #4–6 (portades pintades, 1974)
- Secret Wars #1 (variant, 2015)
- Tomb of Dracula #1 (1972), #7 (1973)
- Ultimate Comics: Hawkeye #1 (variant, 2011)
- Uncanny Avengers #1 (variant, 2012)

#### Altres editors
- Comic Book Artist #1 (TwoMorrows, 1998)
- Back Issue! #10, 18, 45 (TwoMorrows, 2005–10)
- Iron Jaw #1–2 (Atlas/Seaboard, 1975)
- Mighty Mouse #1 (variant), #2 (Dynamite, 2017)
- Planet of Vampires #1–2 (Atlas/Seaboard, 1975)
- Reconcilers (Viking Warrior Press, 2010)
- Red Sonja #4 (variant) (Dynamite, 2006)
- The Shadow, vol. 2, #1 (variant) (Dynamite, 2017)
- Six Million Dollar Man #2 (portada pintada) (Charlton, 1976)
- Star Trek/Green Lantern #1 (variant) (IDW, 2015)
- Tales of the Green Hornet, vol. 2, #1 (Now, 1992)
- Thrilling Adventure Stories #2 (Atlas/Seaboard, 1975)
- WildC.A.T.s/X-Men: The Silver Age (variant) (Image/Marvel, 1997)
- Write Now! #9 (TwoMorrows, 2005)

### Llibres i recopilacions
(Amb nova portada de Neal Adams):
- Art of Neal Adams 1 (1975)
- Art of Neal Adams 2 (1977)
- Avengers: The Kree-Skrull War, 208 pages TPB (2000) ISBN 0-7851-0745-2
- Batman Illustrated by Neal Adams Vol. 1, 240 pages HC (2003) ISBN 1-4012-0041-9
- Batman Illustrated by Neal Adams Vol. 2, 236 pages HC (2004) ISBN 1-4012-0269-1
- Batman Illustrated by Neal Adams Vol. 3, 280 pages HC (2006) ISBN 1-4012-0407-4
- DC Universe Illustrated by Neal Adams Vol. 1, 192 pages HC (2008)
- The Deadman Collection, 342 pages HC (2001) [nota 1] ISBN 1-56389-849-7
- The Greatest Team-Up Stories Ever Told (1990)
- The Green Lantern/Green Arrow Collection HC (2000) ISBN 1-56389-639-7
- Hard-Traveling Heroes: The Green Lantern/Green Arrow Collection Volume One TPB (1992) ISBN 1-56389-038-0
- The Green Lantern/Green Arrow Collection Volume Two: More Hard-Traveling Heroes TPB (1993) ISBN 1-56389-086-0
- Green Lantern/Green Arrow Volume One, 176 pages TPB (2004) ISBN 1-4012-0224-1
- Green Lantern/Green Arrow Volume Two, 200 pages TPB (2004) ISBN 1-4012-0230-6
- Neal Adams Monsters, HC (2004)
- Neal Adams Treasury 1, 60 pages (1976)
- Neal Adams Treasury 2, 56 pages (1979)
- Sketch Book (1999)
- X-Men Visionaries: Neal Adams, 208 pages TPB (2000) ISBN 0-7851-0198-5

Notes
1. ↑  Adams reentintat sobre els seus propis llapis per la història "An Eye for an Eye" (originalment entintat per George Roussos) publicat a Strange Adventures #206[25]

### Altres
- DC Super Calendar 1976 (calendari complet); 1977–78 (portada)[26][27]
- The Far-Gate Experience (pòster, personatges de la sèrie de TV Farscape i Stargate SG-1), del Sci Fi Channel[28]

## Reconeixements

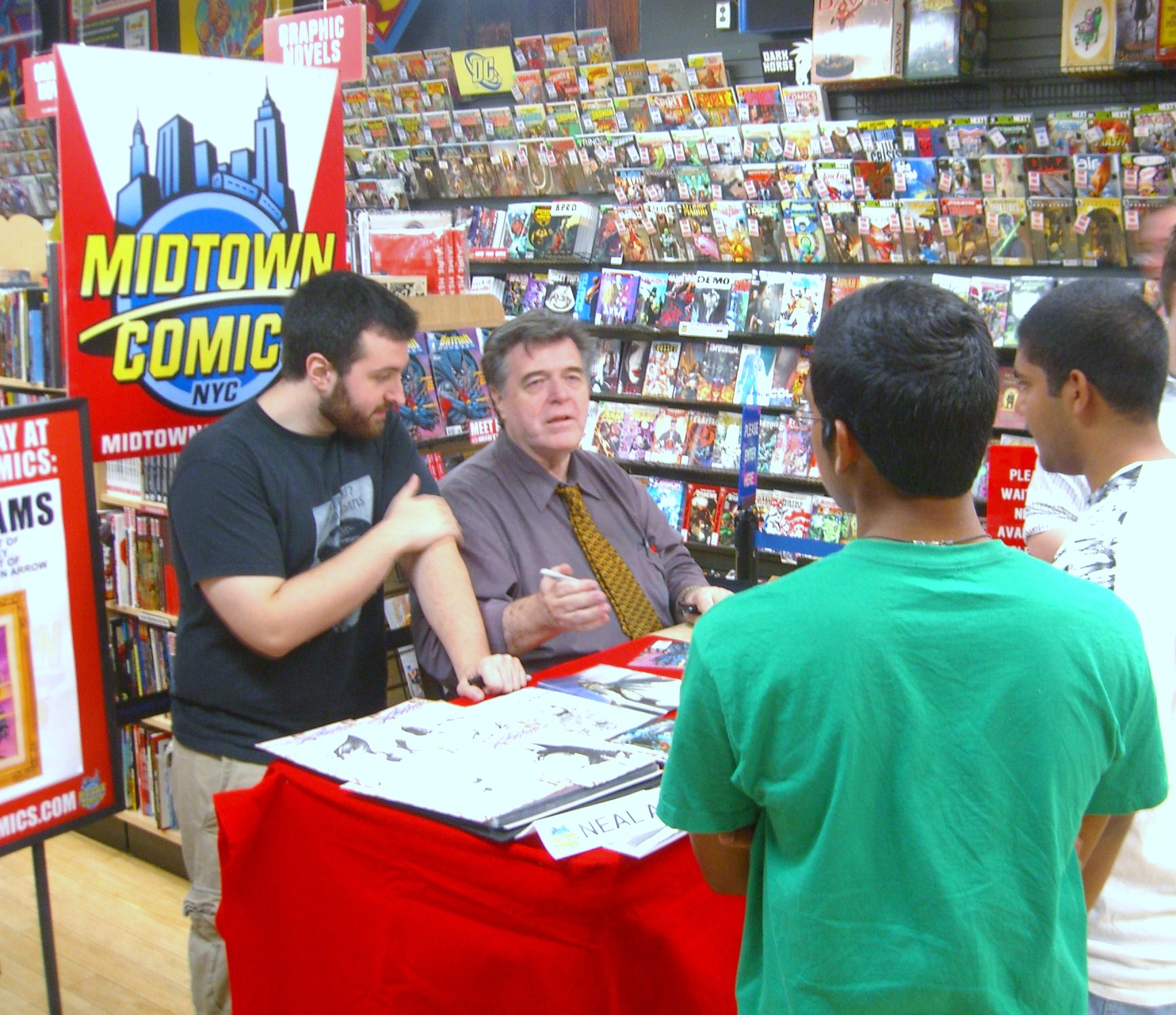
Adams amb el seu fill Josh a una signatura per Batman: Odyssey nº 1 a Midtown Comics Times Square, el 10 de juliol de 2010

La primera portada d'Adams per Deadman va guanyar el premi Alley de 1967 a la millor portada. Un equip format per Batman/Deadman a The Brave and the Bold nº 79 (setembre de 1968), per Adams i l'escriptor Bob Haney, va empatar amb un altre còmic per premi Alley de 1968 a la millor història completa; i als premis Alley de 1969, Adams va guanyar el premi Alley al millor artista a llapis, el serial "Deadman" va ser escollit per l'Alley Award Hall of Fame, i Adams va rebre un premi especial "per la nova perspectiva i la vitalitat dinàmica que ha aportat al camp del còmic".
També va guanyar Premis Shazam el 1970 a la millor història individual ("No Evil Shall Escape My Sight" a Green Lantern vol. 2, nº 76, amb l'escriptor Dennis O' Neil), i Millor artista de llapis (Divisió dramàtica); i el 1971 a la millor història individual ("Snowbirds Don't Fly" a Green Lantern vol. 2, #85, amb O'Neil).
Adams va guanyar el Goethe Award (posteriorment conegut com Comic Fan Art Award) de 1971 a l'artista professional favorit, així com el premi de 1971 per la història preferida en comic book per "No Evil Shall Escape My Sight" (escrita per Denny O'Neil) a Green Lantern/Green Arrow nº 76.
Va guanyar un Inkpot Award el 1976 i va ser votat el "Artista de comic book favorit" el 1977 i el 1978 als Eagle Awards.
El 1985, DC Comics va nomenar Adams com un dels homenatjats en la publicació del 50è aniversari de la companyia Fifty Who Made DC Great.
Adams va ser inclòs a la Saló de la Fama del Premi Will Eisner el 1998, i al Saló de la Fama Jack Kirby Hall dels Premis Harvey el 1999.
El 2019, Adams va ser inclòs al Saló de la Fama Joe Sinnott dels Premis Inkwell pels seus èxits de tota la vida i els seus èxits destacats.